# 金午時花
金午時花（學名為Sida rhombifolia ssp. rhombifolia）。

## 特徵
多年生直立半灌木；莖被星狀毛。葉菱形或長橢圓狀披針形，葉基圓形、鈍或尖銳，兩面被短星狀毛。花瓣5枚，黃色至米黃色，花徑可達17mm；花萼被短星狀毛；花單生葉腋。蒴果，心皮8~10枚；成熟心皮頂端具2枚尖突或芒刺。

## 生態
分布於平地至低海拔山區，生長在路旁、荒地或農田附近。

## 來源出處
《野花圖鑑 : 臺灣四百多種野花生態圖鑑》 遠流出版社